# Stensjön (Ockelbo socken, Gästrikland, 675186-152562)
Stensjön är en sjö i Ockelbo kommun i Gästrikland och ingår i Gavleåns huvudavrinningsområde. Sjön är 5 meter djup, har en yta på 0,252 kvadratkilometer och befinner sig 274,2 meter över havet. Vid provfiske har abborre, gädda och mört fångats i sjön.

## Delavrinningsområde
Stensjön ingår i det delavrinningsområde (675318-152559) som SMHI kallar för Utloppet av Korpsjön. Medelhöjden är 279 meter över havet och ytan är 11,52 kvadratkilometer. Räknas de 41 avrinningsområdena uppströms in blir den ackumulerade arean 228,6 kvadratkilometer. Avrinningsområdets utflöde Gavleån mynnar i havet. Avrinningsområdet består mestadels av skog (77 procent). Avrinningsområdet har 0,52 kvadratkilometer vattenytor vilket ger det en sjöprocent på 4,5 procent.